# Municipio de Ocean (condado de Monmouth)
El municipio de Ocean (en inglés: Ocean Township) es un municipio ubicado en el condado de Monmouth en el estado estadounidense de Nueva Jersey. En el año 2010 tenía una población de 27,291 habitantes y una densidad poblacional de 947 personas por km².

## Geografía
El municipio de Ocean se encuentra ubicado en las coordenadas 40°14′52″N 74°1′48″O / 40.24778, -74.03000.

## Demografía
Según la Oficina del Censo en 2000 los ingresos medios por hogar en el municipio eran de $62,058 y los ingresos medios por familia eran $74,572. Los hombres tenían unos ingresos medios de $52,376 frente a los $35,439 para las mujeres. La renta per cápita para la localidad era de $30,581. Alrededor del 5% de la población estaba por debajo del umbral de pobreza.